# Association des journalistes turcs
L'Association des journalistes turcs est une société de journalisme fondée le 10 juin 1946, dont le siège est à Istanbul.

## Historie
En 1935, le Congrès de la presse turque a réuni le représentant du gouvernement de l'époque, Şükrü Kaya, et des membres de la presse. L'une des décisions prises lors du congrès était : L'objectif était de créer une organisation professionnelle qui assurerait les relations entre le gouvernement et les membres de la presse et défendrait les droits de la profession journalistique. Plus tard, le 27 juin 1938, l'Association de la presse turque fut créée par la loi adoptée par l'Assemblée générale de la Grande Assemblée nationale turque. Le 10 juillet 1939, lors du congrès tenu à Ankara, Falih Rıfkı Atay, rédacteur en chef et adjoint du journal Ulus, l'organe médiatique du gouvernement, fut élu président du Conseil administratif central. Asım Us, qui est à la fois journaliste et député, Ahmet Şükrü, Abidin Daver, Sadri Ertem, İbrahim Alâettin Gövsa et le directeur de l'Agence Anadolu Kerâmi Kurbay étaient les autres membres. Les membres du Conseil suprême étaient Nafi Atuf Kansu, Necip Ali Küçüka, Necmeddin Sadak, Reşat Nuri Güntekin, Hüseyin Cahit Yalçın et Halil Nihat Boztepe, et tous étaient députés.
Cependant, après le début de la Seconde Guerre mondiale, le gouvernement a procédé à certaines interventions pour éviter des problèmes avec les pays étrangers et garantir la paix intérieure. Le fait que le président et les membres de l'administration soient députés a facilité ces interventions. Cette situation a empêché les critiques du gouvernement sur sa politique intérieure et étrangère. Ainsi, au fil du temps, l'Association de la presse turque s'est transformée en une institution qui garantirait que la presse soit maintenue sous le contrôle du gouvernement, au lieu d'être une organisation professionnelle qui assurerait le libre contrôle de la presse ou permettrait aux journalistes de faire leur travail. indépendamment. De nombreux journalistes et écrivains tels que Zekeriya Sertel (propriétaire du journal Tan), Necmeddin Sadak (propriétaire du journal Akşam) et Peyami Safa ont critiqué l'Association de la presse turque et ont publié des articles dans leurs journaux sur l'annulation de la loi concernant cette association. Le gouvernement apporta alors quelques ajustements à la loi en 1944, mais ceux-ci ne furent pas suffisants. Un congrès général eut lieu le 4 janvier 1946 et à la suite de l'élection, l'écrivain Hüseyin Cahit Yalçın fut élu président de l'Association de la presse turque.
Avec la fin de la Seconde Guerre mondiale, alors que l’environnement politique s’adoucit et que les pays se tournaient vers la démocratie, la Turquie commença à prendre des mesures vers la démocratisation. Sur proposition de la Grande Assemblée nationale turque, il fut décidé d'abolir la loi sur l'association de la presse turque le 29 mai 1946. Une autre raison de cette décision était que la garantie de la liberté de la presse figurait parmi les conditions de l'accord d'aide signé entre la Turquie et l'Amérique le 23 février 1945. Il a été demandé au gouvernement de s'assurer qu'il ne censurera pas les organes de presse et qu'il n'utilisera pas la presse comme outil de politique nationale.
Le 10 juin 1946, des journalistes et écrivains tels que Sedat Simavi, Sadun Galip Savcı, Cihat Baban, Hayri Alpar et Sait Keseler se réunissent et fondent l'Association des journalistes turcs,.

## Aujourd'hui
Aujourd'hui, l'Association des journalistes turcs a son siège dans le quartier de Cağaloğlu à Istanbul. Son premier président est le journaliste et caricaturiste Sedat Simavi. Son objectif est de protéger la profession de journaliste, de garantir le droit du public à recevoir des informations exactes et à connaître les faits, de défendre la liberté d'expression et de la presse et d'améliorer la situation des journalistes,.

## Musée de la Presse
Le Musée de la Presse est situé dans le bâtiment construit par l'architecte italien Gaspare Fossati en 1865 par le ministre de l'Éducation Saffet Pacha sous l'Empire ottoman. Des souvenirs, des photographies, des peintures à l'huile, etc. de personnes ayant contribué à la presse sont exposés dans le musée. Il existe des modèles et des échantillons imprimés de l'imprimerie créée par İbrahim Müteferrika en 1729, connue comme le premier événement d'impression en Turquie, lithographie, machine d'impression à plat, rotative, à guillotine et machines d'impression reflétant diverses périodes. Sa bibliothèque compte 30 000 livres sur le journalisme et la communication.

## Présidents du TGC
- Sédat Simavi (1946-1949)
- Burhan Felek (1949 - 1952)
- Cevat Fehmi Baskut (1952 - 1959)
- Burhan Felek (1959 - 1982)
- Nezih Demirkent (1982 - 1992)
- Necmi Tanyolaç (1992 - 1994)
- Nail Güreli (1994 - 2001)
- Orhan Erinç (2001 - 2013)
- Tourgay Olcayto (2013 - 2023)
- Vahap Munyar (2023 - )

## Prix décernés par TGC
- Prix Sedat Simavi
- Prix Burhan Felek
- Prix de réalisation du journalisme turc
- Prix TGC pour la liberté de la presse
- Prix des médias locaux du TGC